# Estadio Mohammed bin Zayed
El Al Jazira Mohammed Bin Zayed, en árabe: ستاد محمد بن زايد, es un estadio multipropósito que se encuentra en la ciudad de Abu Dabi, Emiratos Árabes Unidos, actualmente es usado principalmente para juegos de fútbol y críquet, siendo la sede del Al-Jazira de la Liga Profesional de Fútbol Emiratí.

## Capacidad
El estadio tenía una capacidad para 15 000 espectadores, pero después de su proceso de remodelación y ampliación de su capacidad alcanzara los 42 056 espectadores, con la intención de transformarlo en un estadio moderno y confortable, el programa de expansión también incluye la construcción de 2 torres residenciales.

## Mundial de Clubes FIFA
Después de que entre 2005 y 2008 la Copa Mundial de Clubes de la FIFA se realizara en varias oportunidades en Japón, la Fifa decidió que en 2009 se empezaría con una rotación de sedes. Los Emiratos Árabes Unidos consiguieron el derecho a albergar el campeonato tanto de 2009 y 2010, seleccionándose al Estadio Mohammed bin Zayed para albergar los partidos finales y al Estadio de la Ciudad Deportiva Zayed (Zayed Sports City Stadium) recibiendo los otros partidos, ambos estadios se encuentran en el emirato de Abu Dabi el más grande de ese país.

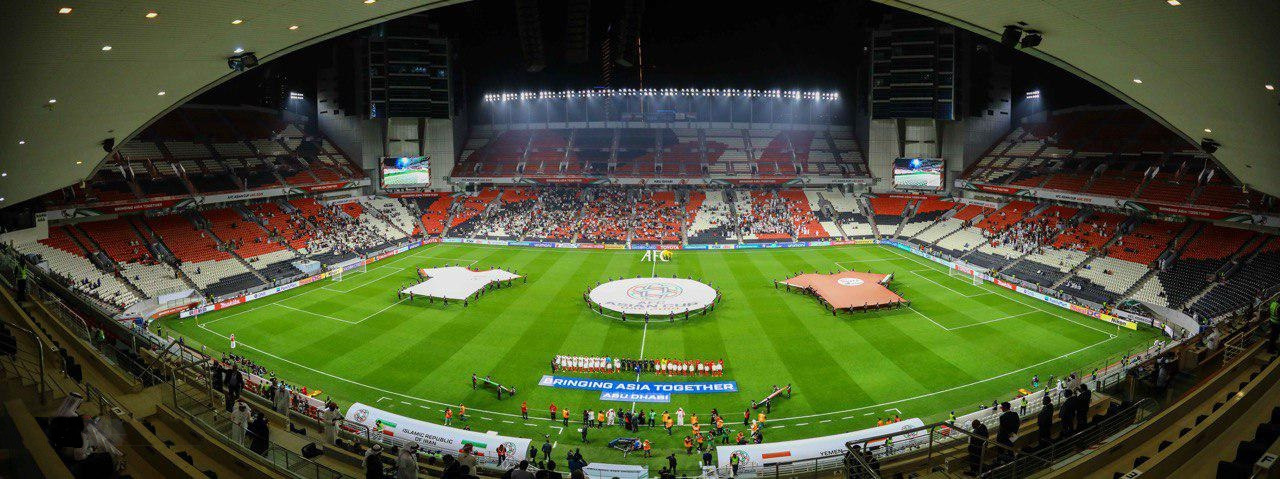
Panorámica del estadio.

## Eventos de fútbol

### Mundial de Fútbol Sub-20 2003
- En el estadio se disputaron ocho juegos de la Copa Mundial de Fútbol Sub-20 de 2003.
| Fecha           | Selección          | Resultado | Selección          | Ronda            |
| --------------- | ------------------ | --------- | ------------------ | ---------------- |
| 28 de noviembre | Panamá             | 0–1       | Burkina Faso       | Grupo A          |
| 1 de diciembre  | Burkina Faso       | 1–0       | Eslovaquia         | Grupo A          |
| 1 de diciembre  | Panamá             | 1–2       | Emiratos Árabes U. | Grupo A          |
| 4 de diciembre  | Emiratos Árabes U. | 0–0       | Burkina Faso       | Grupo A          |
| 4 de diciembre  | Eslovaquia         | 1–0       | Panamá             | Grupo A          |
| 12 de diciembre | Canadá             | 1–2       | España             | Cuartos de final |
| 12 de diciembre | Estados Unidos     | 1–2       | Argentina          | Cuartos de final |
| 15 de diciembre | Brasil             | 1–0       | Argentina          | Semifinales      |

### Copa Mundial de Clubes de la FIFA 2009
- En el estadio se disputaron tres juegos de la Copa Mundial de Clubes de la FIFA 2009.
| Fecha           | Equipo          | Resultado | Equipo                  | Fase                   |
| --------------- | --------------- | --------- | ----------------------- | ---------------------- |
| 9 de diciembre  | Al-Ahli         | 0–2       | Auckland City           | Eliminación preliminar |
| 11 de diciembre | TP Mazembe      | 1–2       | Pohang Steelers         | Cuartos de final       |
| 15 de diciembre | Pohang Steelers | 1–2       | Estudiantes de La Plata | Semifinales            |

### Copa Mundial de Clubes de la FIFA 2010
- En el estadio se disputaron tres juegos de la Copa Mundial de Clubes de la FIFA 2010.
| Fecha           | Equipo     | Resultado | Equipo        | Fase                   |
| --------------- | ---------- | --------- | ------------- | ---------------------- |
| 8 de diciembre  | Al-Wahda   | 3–0       | Hekari United | Eliminación preliminar |
| 10 de diciembre | TP Mazembe | 1–0       | Pachuca       | Cuartos de final       |
| 14 de diciembre | TP Mazembe | 2–0       | Internacional | Semifinales            |

### Copa Mundial de Fútbol Sub-17 de 2013
- En el estadio se disputaron once juegos de la Copa Mundial de Fútbol Sub-17 de 2013, incluida la final entre Nigeria y México.
| Fecha          | Selección #1       | Resultado | Selección #2       | Ronda            | Espectadores |
| -------------- | ------------------ | --------- | ------------------ | ---------------- | ------------ |
| 17 de octubre  | Brasil             | 6–1       | Eslovaquia         | Grupo A          | 8,650        |
| 17 de octubre  | Emiratos Árabes U. | 1–2       | Honduras           | Grupo A          | 8,650        |
| 20 de octubre  | Eslovaquia         | 2–2       | Honduras           | Grupo A          | 8,200        |
| 20 de octubre  | Emiratos Árabes U. | 1–6       | Brasil             | Grupo A          | 8,200        |
| 23 de octubre  | Nueva Zelanda      | 0–3       | Costa de Marfil    | Grupo B          | 3,642        |
| 23 de octubre  | Eslovaquia         | 2–0       | Emiratos Árabes U. | Grupo A          | 3,642        |
| 28 de octubre  | Italia             | 0–2       | México             | Octavos de final | 4,624        |
| 28 de octubre  | Brasil             | 3–1       | Rusia              | Octavos de final | 4,624        |
| 5 de noviembre | Argentina          | 0–3       | México             | Semifinales      | 5,621        |
| 8 de noviembre | Suecia             | 4–1       | Argentina          | Tercer lugar     | 20,018       |
| 8 de noviembre | Nigeria            | 3–0       | México             | Final            | 20,018       |

### Copa Asiática 2019
- El estadio albergó siete partidos de la Copa Asiática 2019.
| Fecha               | Selección #1 | Resultado | Selección #2       | Ronda            | Espectadores |
| ------------------- | ------------ | --------- | ------------------ | ---------------- | ------------ |
| 7 de enero de 2019  | Irán         | 5–0       | Yemen              | Grupo D          | 5,301        |
| 11 de enero de 2019 | Filipinas    | 0–3       | China              | Grupo C          | 16,013       |
| 15 de enero de 2019 | Palestina    | 0–0       | Jordania           | Grupo B          | 20,843       |
| 17 de enero de 2019 | Omán         | 3–1       | Turkmenistán       | Grupo F          | 8,338        |
| 20 de enero de 2019 | Irán         | 2–0       | Omán               | Octavos de final | 31,945       |
| 24 de enero de 2019 | China        | 0–3       | Irán               | Cuartos de final | 19,578       |
| 29 de enero de 2019 | Catar        | 4–0       | Emiratos Árabes U. | Semifinal        | 38,646       |